# Championnat d'Arménie de football 2017-2018
 (novembre 2017).
Si vous disposez d'ouvrages ou d'articles de référence ou si vous connaissez des sites web de qualité traitant du thème abordé ici, merci de compléter l'article en donnant les références utiles à sa vérifiabilité et en les liant à la section « Notes et références ».
Navigation
Édition précédente Édition suivante
La saison 2017-2018 de Premier-Liga Arménienne est la 26e édition du Championnat d'Arménie de football. Lors de cette saison, le Alashkert FC tente de conserver son titre de champion d'Arménie. Trois places sont qualificatives pour les compétitions européennes, la quatrième place étant celles du vainqueur de la Coupe d'Arménie 2018. Il n'y a ni promotion, ni relégation à l'issue de la saison.

## Classement
Le classement est établi sur le barème de points classique (victoire à 3 points, match nul à 1, défaite à 0).
Pour départager les égalités, un play-off est joué si c'est une égalité pour la première place. Dans les autres cas, on tient d'abord compte du nombre de matchs gagnés, puis des points en confrontations directes, puis du nombre de matchs gagnés en confrontations directes, puis de la différence de buts en confrontations directes, puis du nombre de buts marqués en confrontations directes puis du nombre de buts marqués à l'extérieur en confrontations directes, puis de la différence de buts générale et enfin du nombre total de buts marqués.
Le Shirak FC se voit retirer 12 points par la commission de discipline de la Fédération arménienne de football le 5 mai à la suite d'un scandale de matchs truqués et termine quatrième. L'appel du Shirak FC est rejeté le 18 mai 2018. Le 25 mai 2018, le Shirak FC renonce de lui-même à participer à une compétition européenne pour la saison 2018-2019, une décision confortée par l'UEFA le 5 juin 2018. Le 5e du championnat arménien, le Pyunik Erevan, prend donc sa place.
| Rang | Équipe            | Pts   | J  | G  | N  | P  | Bp | Bc | Diff |
| ---- | ----------------- | ----- | -- | -- | -- | -- | -- | -- | ---- |
| 1    | Alashkert FC T    | 50    | 30 | 14 | 8  | 8  | 44 | 31 | +13  |
| 2    | Banants Erevan    | 44    | 30 | 11 | 11 | 8  | 42 | 34 | +8   |
| 3    | Gandzasar Kapan C | 43    | 30 | 11 | 10 | 9  | 43 | 34 | +9   |
| 4    | Shirak FC         | 38-12 | 30 | 14 | 8  | 8  | 37 | 31 | +6   |
| 5    | Pyunik Erevan     | 36    | 30 | 9  | 9  | 12 | 37 | 41 | -4   |
| 6    | Ararat Erevan     | 21    | 30 | 5  | 6  | 19 | 33 | 65 | -32  |

|  | Qualification pour le 1er tour de qualification de la Ligue des champions 2018-2019 |
|  | Qualification pour le 1er tour de qualification de la Ligue Europa 2018-2019        |
|  | T : Tenant du titre C : Vainqueur de la Coupe d'Arménie                             |

### Meilleurs buteurs
| Rang | Joueur                | Club            | Buts |
| ---- | --------------------- | --------------- | ---- |
| 1    | Artak Yedigaryan      | Alashkert FC    | 12   |
| 2    | Gegham Harutyunyan    | Gandzasar Kapan | 11   |
| 3    | Alex Junior Christian | Gandzasar Kapan | 8    |

Mise à jour au 6 mai 2018.